# George Silk
Pour les articles homonymes, voir Silk.
George Silk (né le 17 novembre 1916 en Nouvelle-Zélande, mort le 23 octobre 2004 à Norwalk (Connecticut)), fut un photographe de guerre américain pour Life puis il se spécialisa dans la photographie de sport (voile, ski, etc.). Nommé quatre fois photographe de l'année.

## Biographie
George Silk fut photographe de guerre. Il photographia de nombreux événements de la Seconde Guerre mondiale et fut notamment le premier à photographier Nagasaki après l'explosion de la bombe atomique.